# Millions
Millions è un film del 2004 diretto da Danny Boyle.
La sceneggiatura del film è stata poi trasposta in un romanzo dal titolo Millions, Due Ragazzi. Un sacco di soldi. Un milione di guai, scritto da Frank Cottrell Boyce durante la lavorazione del film stesso; tale libro ha valso a Boyce la medaglia Carnegie per la letteratura nel 2004.

## Trama
In Gran Bretagna sta arrivando l'euro, quindi a Natale le sterline non varranno più niente e saranno mandate al macero.
In questo clima vivono Damian e suo fratello Anthony, la cui famiglia si trasferisce dopo la morte della madre in una nuova zona della città, ricca e borghese, dove Damian si costruisce un nascondiglio fatto di scatoloni, presso i binari della ferrovia.
Damian è un ragazzo buono, gentile e pieno di fantasia, tanto da immaginare di parlare con i santi, mentre suo fratello maggiore Anthony è materialista e concreto e non esita a ricorrere alle lacrime di coccodrillo per la morte della mamma, al fine di impietosire le persone.
Mentre Damian è nel suo nascondiglio e parla con Santa Chiara, piove dal cielo una borsa piena di sterline. Damian è convinto che sia un dono di Dio (in realtà la borsa è stata gettata da un treno di passaggio, frutto di un furto al vagone che stava portando al macero le banconote) e vorrebbe donare tutto ai poveri, mentre il fratello pensa subito a come spendere in fretta le 250.000 sterline, perché tra qualche settimana non varranno più niente.
Tutto il film si svolge tra i desideri contrastanti dei due fratelli, le avventure conseguenti al possesso dello scottante malloppo e la scoperta della provenienza della inaspettata fortuna piovuta dal cielo.

## Riconoscimenti
- 2005 - British Independent Film Awards
  - Miglior sceneggiatura

## Curiosità
- Il leitmotiv del film è una pura invenzione; come ben noto il Regno Unito non ha adottato l'euro come moneta corrente.
- Damian impara le storie sui santi nel libro "Six O'Clock Saints" di Joan Windham, come si vede in una scena del film. Tale libro era popolare tra i cattolici d'Inghilterra negli anni '50.
- Alcuni attori che interpretano i martiri dell'Uganda sono i discendenti dei reali martiri massacrati nel 1881.
- La scena tra Damian e San Pietro non era nella storia originale, mentre Frank Cottrell Boyce la aveva inserita nel suo romanzo,  per cui Danny Boyle decise di inserirla nel film riscrivendo la sceneggiatura in tal senso.